# Curtis Brown (hockey sur glace)
Pour les articles homonymes, voir Curtis Brown et Brown.
Curtis Dean Brown, (né le 12 février 1976 à Unity dans la province de Saskatchewan au Canada) est un joueur professionnel canadien de hockey sur glace.

## Biographie
Choisi au cours du repêchage d'entrée de 1994 de la Ligue nationale de hockey par les Sabres de Buffalo en 43e position alors qu'il jouait pour les Warriors de Moose Jaw de la Ligue de hockey de l'Ouest (LHOu), il joue son premier match avec les Sabres lors du dernier match de la saison 1994-1995 contre les Devils du New Jersey et marque un but ainsi qu'une aide.
Il joue une saison de plus chez les juniors en 1995-1996 et termine sa saison avec les Raiders de Prince Albert après avoir débuté avec les Warriors. Lors de cette même saison, il joue une fois de plus brièvement avec les Sabres et les séries éliminatoires de la Coupe Calder avec les Americans de Rochester de la Ligue américaine de hockey (LAH) qui remportent la coupe au cours de cette année.
Il devient joueur à temps plein avec les Sabres à partir de la saison 1997-1998 et participe avec l'équipe à la finale de la Coupe Stanley en 1999, finale perdue contre les Stars de Dallas. Le 9 mars 2004, il prend le chemin de la Californie après avoir été échangé par les Sabres aux Sharks de San José avec Andy Delmore contre Jeff Jillson et un choix de repêchage pour 2005.
Le 2 juillet 2004, il signe un contrat de quatre ans en tant qu'agent libre avec les Blackhawks de Chicago mais ne joue sa première saison avec Chicago qu'en 2005-2006, car la saison 2004-2005 est annulée en raison d'un lock-out, saison où il part jouer avec les Gulls de San Diego dans l'ECHL. Après seulement une saison avec les Blackhawks, son contrat est racheté par l'équipe en juin 2006. Agent libre, il retourne avec les Sharks avec lesquels il joue deux autres saisons. 
Le 17 juillet 2008, il quitte l'Amérique du Nord pour aller jouer en Suisse après avoir signé un contrat avec les Kloten Flyers qui évoluent en Ligue nationale A. Il joue par la suite deux ans avec le HC Bienne avant d'annoncer sa retraite en mai 2011.

## Statistiques

### En club
| Saison     | Équipe                   | Ligue      |     | Saison régulière | Saison régulière | Saison régulière | Saison régulière | Saison régulière |    | Séries éliminatoires | Séries éliminatoires | Séries éliminatoires | Séries éliminatoires | Séries éliminatoires |
| Saison     | Équipe                   | Ligue      | PJ  | B                | A                | Pts              | Pun              | PJ               | B  | A                    | Pts                  | Pun                  |                      |                      |
| 1991-1992  | Warriors de Moose Jaw    | LHOu       | -   | -                | -                | -                | -                | 1                | 0  | 0                    | 0                    | 0                    |                      |                      |
| 1992-1993  | Warriors de Moose Jaw    | LHOu       | 71  | 13               | 16               | 29               | 30               | -                | -  | -                    | -                    | -                    |                      |                      |
| 1993-1994  | Warriors de Moose Jaw    | LHOu       | 72  | 27               | 38               | 65               | 82               | -                | -  | -                    | -                    | -                    |                      |                      |
| 1994-1995  | Warriors de Moose Jaw    | LHOu       | 70  | 51               | 53               | 104              | 63               | 10               | 8  | 7                    | 15                   | 20                   |                      |                      |
| 1994-1995  | Sabres de Buffalo        | LNH        | 1   | 1                | 1                | 2                | 2                | -                | -  | -                    | -                    | -                    |                      |                      |
| 1995-1996  | Warriors de Moose Jaw    | LHOu       | 25  | 20               | 18               | 38               | 30               | -                | -  | -                    | -                    | -                    |                      |                      |
| 1995-1996  | Raiders de Prince Albert | LHOu       | 19  | 12               | 21               | 33               | 8                | 18               | 10 | 15                   | 25                   | 18                   |                      |                      |
| 1995-1996  | Sabres de Buffalo        | LNH        | 4   | 0                | 0                | 0                | 0                | -                | -  | -                    | -                    | -                    |                      |                      |
| 1995-1996  | Americans de Rochester   | LAH        | -   | -                | -                | -                | -                | 12               | 0  | 1                    | 1                    | 2                    |                      |                      |
| 1996-1997  | Americans de Rochester   | LAH        | 51  | 22               | 21               | 43               | 30               | 10               | 4  | 6                    | 10                   | 4                    |                      |                      |
| 1996-1997  | Sabres de Buffalo        | LNH        | 28  | 4                | 3                | 7                | 18               | -                | -  | -                    | -                    | -                    |                      |                      |
| 1997-1998  | Sabres de Buffalo        | LNH        | 63  | 12               | 12               | 24               | 34               | 13               | 1  | 2                    | 3                    | 10                   |                      |                      |
| 1998-1999  | Sabres de Buffalo        | LNH        | 78  | 16               | 31               | 47               | 56               | 21               | 7  | 6                    | 13                   | 10                   |                      |                      |
| 1999-2000  | Sabres de Buffalo        | LNH        | 74  | 22               | 29               | 51               | 42               | 5                | 1  | 3                    | 4                    | 6                    |                      |                      |
| 2000-2001  | Sabres de Buffalo        | LNH        | 70  | 10               | 22               | 32               | 34               | 13               | 5  | 0                    | 5                    | 8                    |                      |                      |
| 2001-2002  | Sabres de Buffalo        | LNH        | 82  | 20               | 17               | 37               | 32               | -                | -  | -                    | -                    | -                    |                      |                      |
| 2002-2003  | Sabres de Buffalo        | LNH        | 74  | 15               | 16               | 31               | 40               | -                | -  | -                    | -                    | -                    |                      |                      |
| 2003-2004  | Sabres de Buffalo        | LNH        | 68  | 9                | 12               | 21               | 30               | -                | -  | -                    | -                    | -                    |                      |                      |
| 2003-2004  | Sharks de San José       | LNH        | 12  | 2                | 2                | 4                | 6                | 17               | 0  | 2                    | 2                    | 18                   |                      |                      |
| 2004-2005  | Gulls de San Diego       | ECHL       | 47  | 9                | 29               | 38               | 24               | -                | -  | -                    | -                    | -                    |                      |                      |
| 2005-2006  | Blackhawks de Chicago    | LNH        | 71  | 5                | 10               | 15               | 38               | -                | -  | -                    | -                    | -                    |                      |                      |
| 2006-2007  | Sharks de San José       | LNH        | 78  | 8                | 12               | 20               | 56               | -                | -  | -                    | -                    | -                    |                      |                      |
| 2007-2008  | Sharks de San José       | LNH        | 33  | 5                | 4                | 9                | 10               | -                | -  | -                    | -                    | -                    |                      |                      |
| 2008-2009  | Kloten Flyers            | LNA        | 44  | 10               | 13               | 23               | 26               | 15               | 4  | 5                    | 9                    | 20                   |                      |                      |
| 2009-2010  | HC Bienne                | LNA        | 49  | 9                | 17               | 26               | 24               | -                | -  | -                    | -                    | -                    |                      |                      |
| 2010-2011  | HC Bienne                | LNA        | 29  | 3                | 5                | 8                | 20               | -                | -  | -                    | -                    | -                    |                      |                      |
| Totaux LNH | Totaux LNH               | Totaux LNH | 736 | 129              | 171              | 300              | 398              | 87               | 14 | 15                   | 29                   | 58                   |                      |                      |

### En équipe nationale
Il représente le Canada au niveau international.
| Année | Compétition                 |   | PJ | B | A | Pts | Pun           |  | Résultat |
| 1996  | Championnat du monde junior | 5 | 0  | 1 | 1 | 2   | Médaille d'or |  |          |
| 2000  | Championnat du monde        | 9 | 1  | 3 | 4 | 8   | 4e place      |  |          |

## Trophées et honneurs personnels
- 1994-1995 :
  - nommé dans la première équipe d'étoiles de l'association de l'Est de la LHOu.
  - nommé dans la deuxième équipe d'étoiles de la Ligue canadienne de hockey.
- 1995-1996 :
  - champion du monde junior avec l'équipe du Canada.
  - nommé dans la deuxième équipe d'étoiles de l'association de l'Est de la LHOu.
  - champion de la Coupe Calder avec les Americans de Rochester.
- 2008-2009 : vice-champion de Suisse avec les Kloten Flyers.